# La Mesa (västra Aquismón)
La Mesa är en ort i Mexiko.   Den ligger i kommunen Aquismón och delstaten San Luis Potosí, i den centrala delen av landet, 240 km norr om huvudstaden Mexico City. La Mesa ligger 967 meter över havet och antalet invånare är 125.
Terrängen runt La Mesa är lite bergig. Runt La Mesa är det ganska glesbefolkat, med 48 invånare per kvadratkilometer. Närmaste större samhälle är Tampate, 12,9 km öster om La Mesa. I omgivningarna runt La Mesa växer i huvudsak städsegrön lövskog.